# 長宗我部信親
長宗我部信親（1565年—1587年1月20日、永祿八年—天正十四年十二月十二日），安土桃山時代武將、土佐國大名長宗我部元親之嫡男，有弟親和、親忠、盛親、右近大夫、康豐。

## 生平
信親生於永祿八年（1565年），父親為土佐國大名長宗我部元親；母親是元親正室，幕府13代將軍足利義輝家臣石谷光政的女兒。
由於幼年時期就聰明伶俐，因此信親十分受到元親的喜愛。天正三年（1575年），元親派家臣中島可之助擔任使者，前往會見織田信長，信長與可之助相談甚歡，並透過明智光秀與長宗我部家締結了友好關係（元親正室石谷氏之同母異父兄長齋藤利三為明智光秀家臣）。信長也將名字中的「信」字賜予元親長子，長宗我部信親由此而名。同時，信長也給予長宗我部家可任意攻取四國的朱印狀。此次結盟乃元親與信長戰略目標一致的結果（元親意欲稱霸四國，信長則是想藉由元親牽制四國的三好氏勢力），而這當中也體現了元親的外交手腕以及明智光秀的影響力。
天正十年（1582年）六月，織田信長死於本能寺之變，豐臣秀吉取代信長成為天下人。天正十三年（1585年），秀吉發動四國征伐，長宗我部氏投降並成為豐臣政權下領有土佐一國的大名。
天正十四年（1586年）四月五日，豐後大名大友宗麟前往大坂謁見豐臣秀吉。由於薩摩島津氏入侵豐後，因此宗麟此行目的即是向秀吉請求救援，以對抗逐漸壯大的島津勢力。秀吉同意了宗麟的請求，並命令黑田孝高統率毛利軍先行出發。隨後，秀吉任命讃岐大名仙石秀久為軍監，同時也召集長宗我部元親、信親共同出征豐後。（九州征伐）
天正十四年十二月十二日（1587年1月20日），島津軍與豐臣軍在豐後戶次川展開合戰。戰鬥開始不久，先鋒仙石秀久的部隊即不敵潰逃，這也導致在其後陣由長宗我部軍所率領的3,000兵士直接對上了由敵方大將新納大膳亮所領兵的5,000兵士。在一片廝殺混戰中，元親也與信親失去了聯繫。最後，元親成功地從戰場逃脫，然而信親卻不幸遭鈴木大膳所討斃，享年22歲。與其一同在這場戶次川之戰中陣亡的尚有其家臣福留儀重、本山親茂以及十河存保等武將。
信親死後，元親對此悲痛欲絕。由於備受期望的嫡子意外早逝，元親開始溺愛四子盛親，這也間接成為日後長宗我部家中，因決定繼承人選而產生內部鬥爭遠因。